# Dự trữ chiến lược

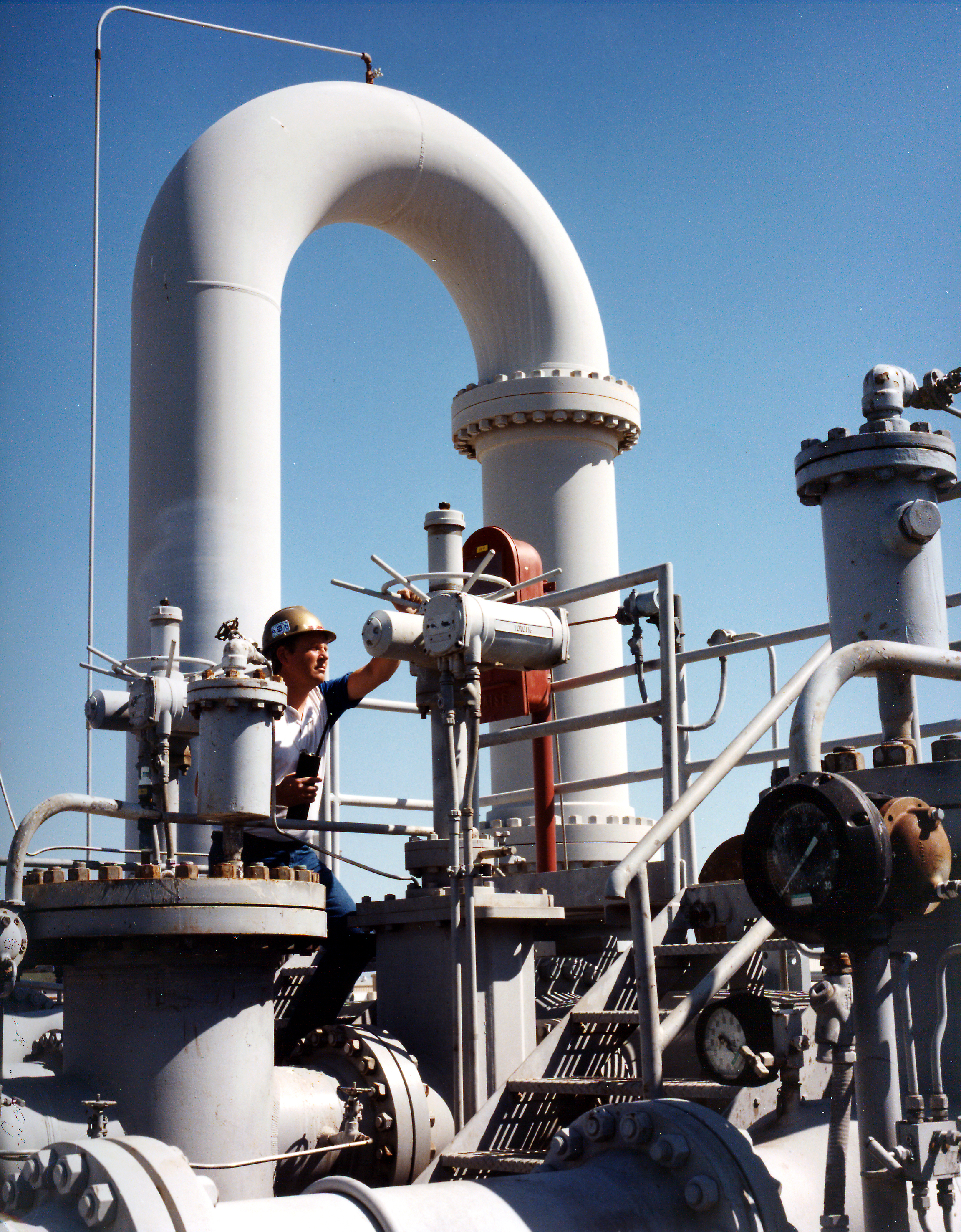
Cơ sở dự trữ dầu mỏ chiến lược của Hoa Kỳ

Dự trữ chiến lược (Strategic reserve) là lượng dự trữ hàng hóa hoặc các mặt hàng được chính phủ, tổ chức hoặc doanh nghiệp trữ lại mà không sử dụng như bình thường để theo đuổi một chiến lược cụ thể hoặc để nhằm ứng biến, đối phó với các sự kiện bất ngờ. Dự trữ chiến lược cũng có thể được sử dụng như một công cụ kinh tế để ổn định đầu tư vào một ngành cụ thể và cung cấp khuyến khích đầu tư đầy đủ. Một tài liệu do Bộ Quốc phòng Hoa Kỳ ban hành năm 2005 định nghĩa nguồn lực lượng dự trữ chiến lược như sau: "Một lực lượng tăng cường bên ngoài không được cam kết trước với một Bộ tư lệnh cấp dưới cụ thể nào, nhưng có thể được triển khai đến bất kỳ khu vực nào để thực hiện nhiệm vụ do Chỉ huy NATO quyết định vào thời điểm đó.". Ở góc độ sinh thái học và bảo vệ môi trường thì có một số dự án quốc gia và quốc tế nhằm mục đích bảo tồn sự giàu có và sự phong phú, đa dạng tự nhiên hiện có trong trường hợp tuyệt chủng hàng loạt hoặc thảm họa toàn cầu dự báo có thể ập tới. Cơ sở Svalbard Global Seed Vault (hầm trữ hạt giống toàn cầu) được mở cửa vào năm 2008, tập trung vào việc thu thập các mẫu giống cây trồng trùng lặp từ khắp nơi trên thế giới và hiện đang chứa gần 1 triệu mẫu hạt giống nông nghiệp khác nhau, sức chứa lưu trữ giới hạn của cơ sở này được cho là lên đến 4,5 triệu mẫu hạt giống. Một tổ chức khác như vậy, Frozen Ark tập trung vào việc bảo tồn DNA của các loài động vật có nguy cơ tuyệt chủng qua nhiều thế hệ.

## Phân loại
Dự trữ chiến lược có thể là:

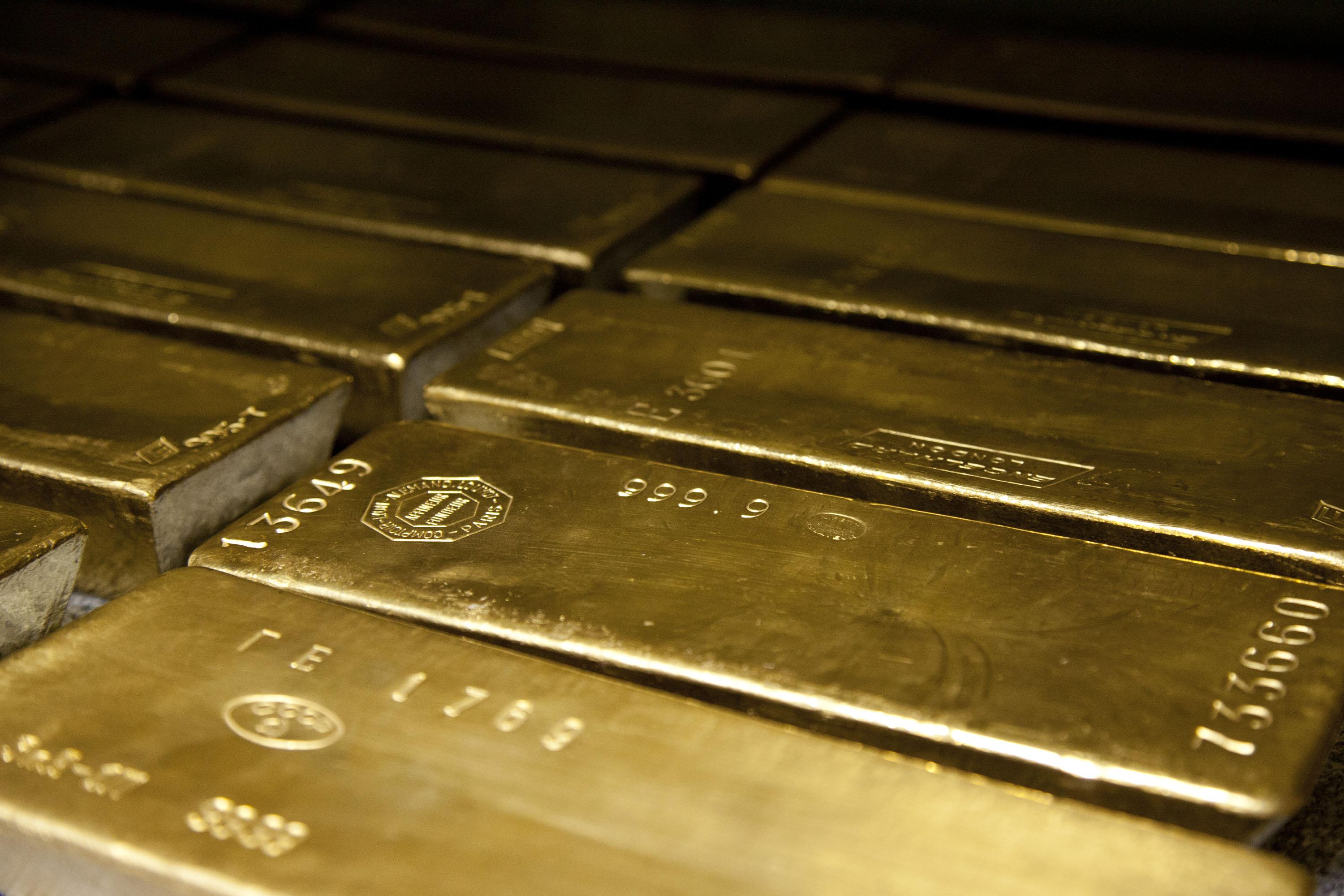
Thỏi vàng dự trữ

- Về bản chất là tài chính như nguồn tài trợ được bảo vệ hoặc dự trữ vốn của một tập đoàn lớn.
- Một mặt hàng, chẳng hạn như kho dự trữ can thiệp thực phẩm hoặc xăng dầu (an ninh nguồn cung và dự trữ dầu mỏ chiến lược)
- Máy móc cụ thể, chẳng hạn như toa xe lửa hoặc đầu máy hơi nước, được sử dụng trong tình huống khẩn cấp.

Về dự trữ hàng hóa gồm:
- Dự trữ dầu mỏ chiến lược toàn cầu, Dự trữ dầu mỏ chiến lược của Hoa Kỳ, Dự trữ dầu sưởi ấm gia đình Đông Bắc
- Dự trữ Uranium chiến lược
- Dự trữ Heli quốc gia
- Dự trữ ngũ cốc chiến lược
- Dự trữ vàng
- Dự trữ chiến lược quốc tế của Liên đoàn các nhà sản xuất xi-rô cây phong Quebec (Federation of Quebec Maple Syrup Producers)
- Dự trữ quốc gia chiến lược – vật tư y tế tại Hoa Kỳ.

Một số quốc gia tạo ra kho dự trữ chiến lược khác thường của riêng mình về thực phẩm, đồ ăn, thức uống hoặc hàng hóa mà họ coi trọng nhất, chẳng hạn như bông, bơ, thịt lợn, nho khô hoặc thậm chí là xi-rô phong.

## Năng lượng

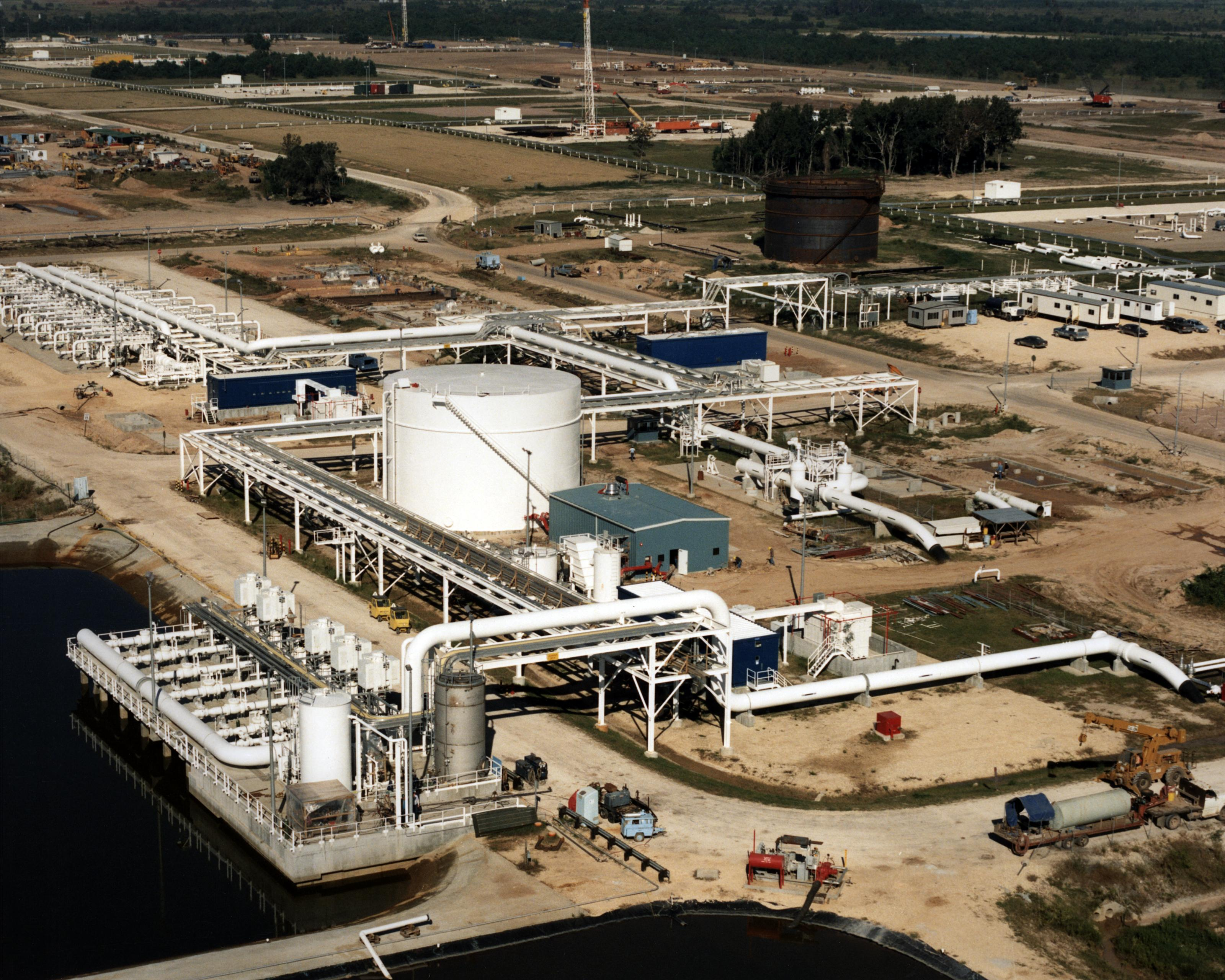
Cơ sở dự trữ dầu mỏ chiến lược của Hoa Kỳ

Về phương diện cung ứng năng lượng thì dự trữ chiến lược là cơ chế công suất dựa trên khối lượng trong đó công suất được thiết lập tập trung được giữ bên ngoài thị trường điện và chỉ được sử dụng nếu những người tham gia thị trường không cung cấp đủ sản lượng để đáp ứng nhu cầu ngắn hạn. Dự trữ chiến lược được định nghĩa là một tập hợp các nhà máy điện hoặc hợp đồng nhu cầu có thể ngắt quãng, tất cả đều do TSO (nhà điều hành hệ thống truyền tải) kiểm soát, có thể được sử dụng trong thời gian thiếu điện tạm thời. Dự trữ chiến lược không nhất thiết có nghĩa là thay đổi công suất phát điện khả dụng, TSO chỉ kiểm soát một số nhà máy điện nhất định hoặc thậm chí ngăn chặn một số nhà máy điện ngừng hoạt động. Việc kích hoạt dự trữ chiến lược như vậy do thiếu hụt khối lượng phát điện ở mức giá cao hơn chi phí biến đổi của các đơn vị phát điện có thể dẫn đến tăng giá điện trung bình và do đó tạo ra nhiều khoản đầu tư hơn vào lĩnh vực công suất phát điện, mục đích thị trường chính của dự trữ chiến lược ở đây bao gồm đảm bảo một động lực đầu tư tương ứng. Một trong những TSO chính của Châu Âu là một công ty Bỉ Elia System Operator đã và đang hoạt động tại Bỉ và Đức.